# Shogun: Total War
Shogun: Total War är ett strategidatorspel, utvecklat av The Creative Assembly och utgivet den 13 juni 2000 av Electronic Arts. Det är den första delen i Total War-serien. 

## Gameplay
Spelet utspelar sig i Japan under sengokuperioden från mitten av 1400-talet till början av 1600-talet. Spelaren antar rollen som en dåtida klanledare vars mål är att erövra Japan och därmed få titeln shogun. Det finns sju klaner att välja mellan: Shimazu, Mōri, Takeda, Oda, Imagawa, Uesugi och Hōjō. Det finns två spellägen i spelet. Den ena är turordningsbaserad och utspelar sig på en kampanjkarta föreställande Japan. Här flyttar spelaren arméer och agenter och sköter diplomati, spioneri och ekonomi med mera. Det andra spelläget är fältslag som utspelas i realtid. Man kan också låta datorn avgöra slaget på kampanjkartan. Faktorer som slagfältets terräng och väder påverkar hur slaget utkämpas. 
Sun Tzus verk Krigskonsten är på många sätt central i spelet. Den citeras ofta och dess strategier är rekommenderade.

## Expansioner
Spelet har fått ett expansionspaket, Mongol Invasion. Den behandlar de mongoliska invasionerna av Japan. Med expansionen kommer en ny kampanj, Mongol Campaign. I det kan spelaren antingen spela som mongolerna eller japanerna. Både expansionen och grundspelet kom senare i ett Warlord Edition.
2011 fick spelet en uppföljare, Shogun 2: Total War.